# Registraturbildner
Registraturbildner (Aktenbildner) sind die Behörden, Einrichtungen oder Personen, bei welchen Schriftgut im Rahmen ihrer jeweiligen Tätigkeit entsteht. Dieses wird dem jeweilig zuständigen Archiv angeboten, wenn diese nicht mehr zur Erfüllung der Aufgaben benötigt werden und die rechtliche Aufbewahrungspflicht abgelaufen ist. Die Abgabe des Schriftguts durch den Registraturbildner erfolgt kostenlos und ein Ankaufsetat wird nur benötigt, wenn Archive als Ergänzung ihrer Bestände besondere Einzelstücke oder Nachlässe erwerben wollen. Das Provenienzprinzip spielt dabei eine ausschlaggebende Rolle, da dieses das zuständige Archiv und die Bestandsbildung innerhalb des Archivs bestimmt, damit die Archivalien in einer logischen Ordnung verbleiben. Das Archivgut eines Registraturbildners bildet in der Regel einen Bestand. 